# The Soxaholix
The Soxaholix est un blog en forme de bande dessinée publié par le pseudonyme Hart Brachen (semblable à hearthbroken, signifiant cœur brisé en anglais), s'adressant aux supporters de la franchise de baseball des Red Sox de Boston.
Les sujets abordés sont principalement les sports d'équipe et leur actualité, mais il arrive qu'il traite de séries télévisées en cours de saison. Le site a été créé juste avant le début de la Ligue majeure de baseball 2004. L'auteur, à travers les conversations des protagonistes de sa bande dessinée, fait référence tant à la littérature classique, moderne, qu'à la culture populaire, télévisuelle et internet. Les saynètes dessinées mettent en image les échanges d'un groupe de collègues de bureau à Boston, à la manière de la bande dessinée Get Your War On.
L'audience du site, qui était en moyenne de 1 600 visiteurs par jour en 2005, a atteint des pics à 12 000 lecteurs en une journée. Le site est reconnu par un certain nombre de médias sportifs de premier plan et sites de sports pour son ton incisif et son mélange d'humour et de courage, dont un article du Wall Street Journal en 2005. Le blog est également cité dans l'émission All  Things Considered sur la National Public Radio le 2 mars 2007 dans un sujet sur la sous-culture des fans de baseball.

## Sources
- (en) Cet article est partiellement ou en totalité issu de l’article de Wikipédia en anglais intitulé « The Soxaholix » (voir la liste des auteurs).